# Fuscozetes bidentatus
Fuscozetes bidentatus är en kvalsterart som först beskrevs av Banks 1895.  Fuscozetes bidentatus ingår i släktet Fuscozetes och familjen Ceratozetidae. Inga underarter finns listade i Catalogue of Life.